# エウフェミア・アヴ・スヴェーリエ
エウフェミア・エリクスドッテル（スウェーデン語：Eufemia Eriksdotter, 1317年 - 1370年6月16日以前）は、スウェーデン王女で、メクレンブルク公アルブレヒト2世の妃。スウェーデン王位およびノルウェー王位の女子相続人であり、スウェーデン王アルブレヒト3世の母となった。

## 生涯

### 生い立ち
エウフェミアの父はスウェーデン王マグヌス3世の次男であるセーデルマンランド公エリク・マグヌソン、母はノルウェー王ホーコン5世の一人娘で女子相続人のインゲビョルグである。
1319年、まだ未成年であった兄マグヌス7世が母方の祖父の跡を継いでノルウェー王となった。同年、スウェーデン貴族はエウフェミアらの伯父であるスウェーデン王ビルイェルを追放し、兄マグヌスがスウェーデン王位も継承してマグヌス4世となった。母インゲビョルグは独立した自領の統治とともに王の後見人として政治を担い、子供達の幼少期から思春期にかけて重要な役割を果たした。
1321年7月24日に、エウフェミアの結婚契約がブーヒュースレーンの母インゲビョルグの領地にあるブーヒュースで調印された。母インゲビョルグは、自身の公領の隣にあるデンマークのスコーネを支配する計画を立てていた。この結婚は、メクレンブルク、ザクセン、ホルシュタイン、レンツブルク、シュレースヴィヒがスコーネの征服のためインゲビョルグを支援するという条件で取り決められた。これはノルウェー評議会によって承認されたが、スウェーデンでは承認されなかった。1322年から1323年にかけて、クヌート・ポルセの指揮下にあったインゲビョルグの軍がスコーネに侵攻したとき、メクレンブルクはインゲビョルグを裏切り、同盟は破られた。最終的に、エウフェミアの結婚案件は、インゲビョルグとスウェーデン政府およびノルウェー政府の対立を招き、後見支配におけるインゲビョルグの政治的地位の崩壊につながった。そうではあったが、15年間の婚約の後にエウフェミアの結婚は行われた。エウフェミアはスウェーデンで依然として影響力を保持していた。エウフェミアはいくつかの文書で証人となったことが知られている。1335年、兄マグヌスがニルス・アブヨルンソン（Sparre av Tofta）を執事長（drots）に任じたとき、エウフェミアがアブヨルンソンの助言者の役割を果たすということがアブヨルンソンの任命の条件に含まれていた。

### メクレンブルク公妃
エウフェミアは1336年4月10日にロストックにおいて、スカンジナビアで何らかの権力を獲得することに深く関心を持っていた北ドイツの領主で遠縁のメクレンブルク公アルブレヒト2世（1318年 – 1379年2月2日）と結婚した。同年、夫婦はザクセン選帝侯ルドルフ1世とホルシュタイン＝レンツブルク伯ハインリヒ2世と共にスウェーデンに戻り、兄とその妃ブランカ・アヴ・ナムールの戴冠式に出席した。ドイツにおけるメクレンブルク公妃としてのエウフェミアの暮らしは、スウェーデンにおけるエウフェミアの地位に影響を与えることはなかったようである。エウフェミアは非常に金のかかるメクレンブルク公の宮廷の女主人であった。1340年から1341年にかけて、エウフェミアはノルウェーでの交易の特権をハンザ同盟都市のメクレンブルク、ロストックおよびヴィスマールに与えるよう兄マグヌスを説得した。1357年4月15日、エウフェミアは1350年に異父弟ホーコンとクヌートが亡くなった後、スケンニンゲ修道院に自領のハンマルとファースセスを与えた。エウフェミアが最後に確認されるのは1363年10月27日、メクレンブルクにおける自身の寡婦財産の所有権を放棄したときである。エウフェミアの死亡年は不明であるが、1370年6月16日にはすでに死去していたことが確認されている。エウフェミアは、自らの次男アルブレヒト3世が兄マグヌスをスウェーデン王位から追放し、1364年にスウェーデン王アルブレクトとして即位するまでは生存していた。

## 子女
エウフェミアが死去した時、5子が生存していた。
- ハインリヒ3世（1337年 - 1383年） - デンマーク王ヴァルデマー4世の娘インゲボーと結婚。娘マリアはノルウェー・デンマーク・スウェーデン王となったエーリク・ア・ポンメルンの母。メヒティルト・フォン・ヴェルレと再婚。
- アルブレヒト3世（1338年 - 1412年） - スウェーデン王アルブレクト（1364年 - 1389年）
- インゲボルク（1340年 - 1395年） - ブランデンブルク選帝侯ルートヴィヒ3世と結婚。死別後はホルシュタイン＝レンズブルク伯ハインリヒ2世と再婚。
- アンナ（1343年 - 1415年） - ホルシュタイン＝キール伯アドルフ9世と結婚
- マグヌス1世（1345年 - 1384年） - 1369年にエリーザベト・フォン・ポンメルン＝ヴォルガストと結婚し、ヨハン4世とオイフェミアをもうけた。